# Xã Russell, Quận Russell, Kansas
Xã Russell (tiếng Anh: Russell Township) là một xã thuộc quận Russell, tiểu bang Kansas, Hoa Kỳ. Năm 2010, dân số của xã này là 82 người.